# Mistrzostwa Rosyjskiej FSRR w hokeju na lodzie
Mistrzostwa Rosyjskiej FSRR w hokeju na lodzie (ros. Чемпионат РСФСР по хоккею с шайбой; oficj. Первенство) – liga rozgrywkowa w hokeju na lodzie w Rosyjskiej Federacyjnej Socjalistycznej Republice Radzieckiej.
W rozgrywkach uczestniczyły kluby z RFSRR, a w kilku edycjach także drużyny z innych republik ZSRR (w tym przypadku tytuł mistrzowski przyznawano najlepszemu rosyjskiemu zespołowi). Mistrzostwa rozgrywano w latach od 1947 do 1977.

## Edycje
| Rok       | I miejsce                   | II miejsce                   | III miejsce              |
| --------- | --------------------------- | ---------------------------- | ------------------------ |
| 1947/1948 | Spartak Woroneż             | Dinamo Mołotow               | Łokomotiw Kujbyszew      |
| 1947/1948 | Dinamo Nowosybirsk          | Dinamo MO                    | Dinamo Czelabińsk        |
| 1949/1950 | Chimik Elektrostal          | Dinamo Gorki                 | Dinamo MO                |
| 1950/1951 | Chimik Elektrostal          | SK im. Stalina Mołotow       | Dinamo Nowosybirsk       |
| 1951/1952 | Chimik Elektrostal          | DO Nowosybirsk               | Dinamo Swierdłowsk       |
| 1952/1953 | Dinamo Nowosybirsk          | DO Swierdłowsk               | Dinamo MO                |
| 1953/1954 | Chimik Woskriesiensk        | Szachtior Bobrik-Donskoj     | DO Swierdłowsk           |
| 1954/1955 | Krylja Sowietow Nowosybirsk | Szachtior Bobrik-Donskoj     | Dinamo Gorki             |
| 1955/1956 | Buriewiestnik Czelabińsk    | SK im. Swierłowa Mołotow     | Buriewiestnik Penza      |
| 1956/1957 | Krylja Sowietow Nowosybirsk | Chimik 2 Woskriesiensk       | Awangard Swierdłowsk     |
| 1957/1958 | LIIŻT Leningrad             | Krylja Sowietow Nowosybirsk  | SKWO Włodzimierz         |
| 1958/1959 | Spartak Omsk                | Trud Tuszyno                 | Dinamo Gorki             |
| 1959/1960 | Mietałłurg Stalińsk         | Dinamo Gorki                 | SKIF Moskwa              |
| 1960/1961 | SKA Kujbyszew               | Chimik Nowosybirsk           | SK im. Urickogo Kazań    |
| 1961/1962 | SK im. Urickogo Kazań       | Chimik Nowosybirsk           | Dizelist Penza           |
| 1962/1963 | Dizelist Penza              | Krasnaja Zwiezda Krasnokamsk | Mietałłurg Czelabińsk    |
| 1963/1964 | SKA Nowosybirsk             | Buriewiestnik Czelabińsk     | Tiemp Zagorsk            |
| 1964/1965 | Maszzawod Złatoust          | Mietałłurg Czerepowiec       | Progriess Głazow         |
| 1965/1966 | Mietałłurg Sierow           | Zwiezda Czekarbul            | Olimpija Kirowo-Czepieck |
| 1966/1967 | Olimpija Kirowo-Czepieck    | Torpedo Jarosław             | Trud Uchta               |
| 1967/1968 | Torpedo Podolsk             | Wodnik Tiumeń                | Awangard Podolsk         |
| 1968/1969 | Łokomotiw Omsk              | SKA Chabarowsk               | Nieftianik Uchta         |
| 1969/1970 | Dinamo Leningrad            | Sputnik Niżny Tagił          |                          |
| 1970/1971 | SKA Kalinin                 | Mietałłurg Nowokuźnieck      | Kauczuk Omsk             |
| 1971/1972 | Kristałł Elektrostal        | Zwiezda Czekarbul            |                          |
| 1972/1973 | Chimik Omsk                 | SKA Kujbyszew                |                          |
| 1973/1974 | Dizelist Penza              | SKA Swierdłowsk              |                          |
| 1974/1975 | Iżstal Iżewsk               | Sputnik Niżny Tagił          |                          |
| 1975/1976 | SK im. Urickogo Kazań       | SKA Nowosybirsk              |                          |
| 1976/1977 | Kristałł Elektrostal        | Mietałłurg Czelabińsk        |                          |